# Conrack
Conrack è un film del 1974 diretto da Martin Ritt e basato sul romanzo autobiografico The Water Is Wide di Pat Conroy.

## Trama
1969. Pat Conroy è un insegnante giovane e idealista che decide di lavorare nell'unica scuola di Daufuskie Island, nella Carolina del Sud, una comunità nera povera e isolata dal resto della società. Gli studenti, che lo chiamano "Conrack" perché incapaci di pronunciare correttamente il suo nome, vengono spronati da Conroy a migliorare la loro cultura per uscire dalla povertà. Ma la signora Scott, preside dell'istituto, è contraria allo spirito anticonformista e progressista di Conroy, e tenta di sabotarne l'operato.

## Riconoscimenti
- 1976 - British Academy of Film and Television Arts
  - Premio UN